# Temple de Htukkanthein
Le temple de Htukkanthein (se prononce 'Htoke-kan-thein' en arakanais), encore appelé temple Dukkanthein, est l'un des plus connus de la ville de Mrauk U, dans l'État d'Arakan, à l'ouest de la Birmanie. Son nom signifie Salle d'ordination à la poutre transversale en croix, faisant référence au linteau de l'entrée.
Édifié en 1571 par le roi Min Phalaung (en), ce  temple est localisé au nord de l'ancien Palais Royal de Mrauk U, à côté du Temple de Shitthaung et de la Pagode Ratanabon. Il mesure environ 32 m de long et est fabriqué avec des blocs de grès et en briques. Comme la plupart des temples bouddhistes de Mrauk U, il a été conçu avec les fonctions de temple et de forteresse : rez-de-chaussée surélevé, structure massive, une seule entrée et avec de petites fenêtres. D'après le docteur Emil Forchhammer, un archéologue employé par le Raj britannique pour étudier Mrauk U à la fin du XIXe siècle, ce temple a été utilisé comme refuge en temps de guerre.

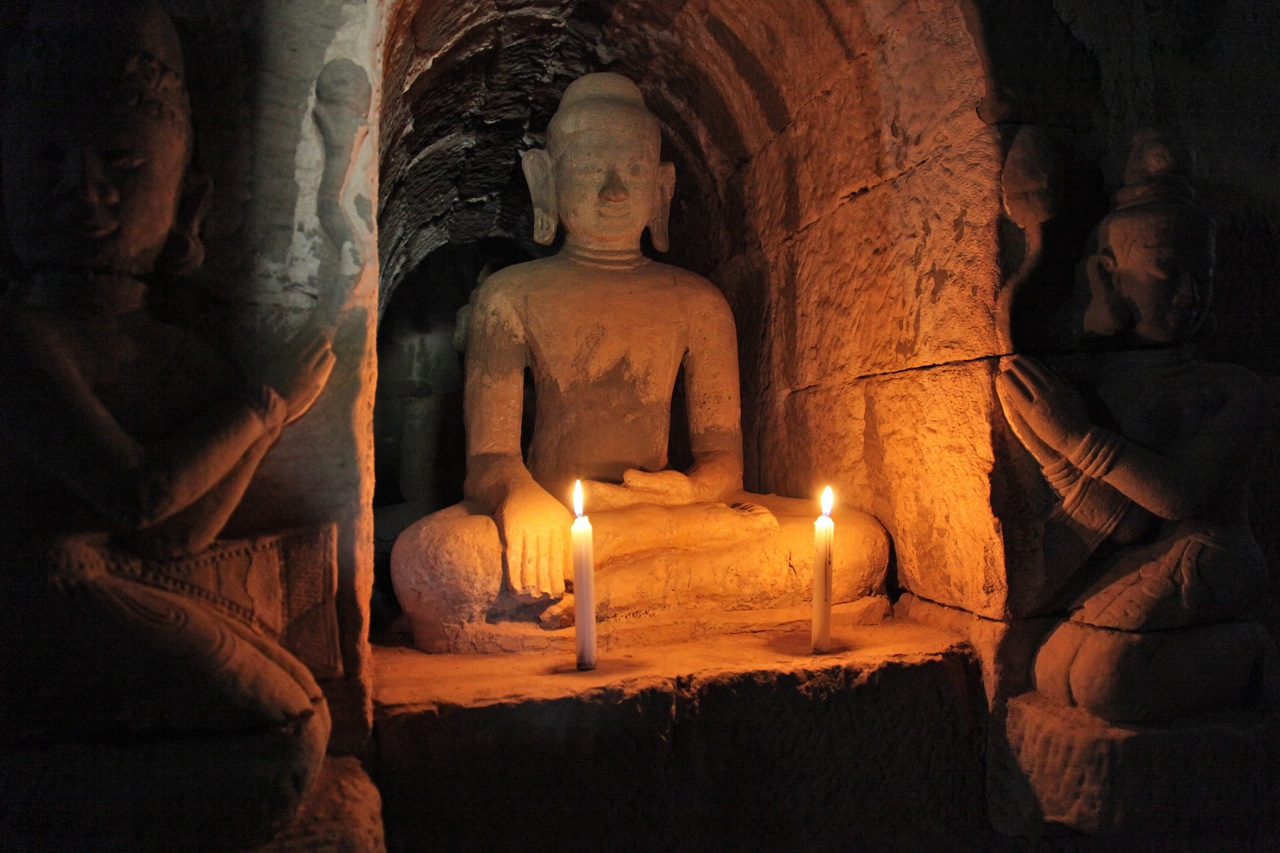
L'une des nombreuses statues du Bouddha dans une niche du temple.

Comme pour la plupart des autres temples de Birmanie, le dôme représente le Hti (ombrelle de Bouddha). Un petit stupa, reproduction à l'identique du dôme principal, est édifié sur chacun des quatre angles du temple.
En haut de la façade principale se trouve une fenêtre carrée par laquelle les rayons du soleil levant tombent sur la grande statue du Bouddha, à l'intérieur de la salle d'ordination. Une petite chambre de méditation située à l'ouest du temple n'est accessible que par l'intérieur. Un couloir en spirale part de l'entrée du temple, donne accès à la chambre de méditation et mène à la salle d'ordination. Ce corridor, qui tourne dans le sens des aiguilles d'une montre et se dirige vers le centre du temple, est divisé en trois sections bien distinctes. Au total, le temple compte 180 statues du Bouddha, chacune dans une niche (179 petites statues le long du corridor et une grande, au centre, dans la salle d'ordination). Deux sculptures représentant respectivement un homme et une femme encadrent chaque niche du couloir. Ces sculptures représentent probablement les donneurs qui ont permis la construction du temple.
L'édifice est entouré d'importants murs de pierres. Deux escaliers, l'un à l'est (le principal), l'autre au sud, permettent l'accès au temple.